# Thyme
Thyme fue una banda japonesa de J-pop y J-rock. Originalmente la cantante de la banda , que responde al nombre de Thyme, era solista, quien previamente desarrolló tres singles en el año 2002 como Sayaka Kamiyama. Ella empezó colaborando con el ingeniero en sonido Teppei Shimizu en julio de 2004, luego en junio de 2005 cambió su nombre a Thyme. En diciembre de 2005, Thyme (La cantante) y Shimizu formaron el dúo Thyme (El nombre de la cantante es normalmente estilizado como thyme para su diferenciación al nombre de la banda). En julio de 2006, Takafumi Hoshino se unió oficialmente a ellos, convirtiéndose Thyme en un trío. Hicieron su debut en septiembre de 2007 con su primer single oficial: «Hello». Thyme desarrolló su segundo single «Forever We Can Make It!» en abril de 2008; Esta canción fue utilizada como tema de apertura para el anime To Love-Ru. Thyme desarrolló su tercer sencillo «Fly Away» el 6 de agosto de 2008, el cual fue usado como tema de apertura para el anime Mahō Tsukai ni Taisetsu na Koto: Natsu no Sora. Thyme desarrolló su primer y único álbum First 9uality el 3 de septiembre de 2008. El 23 de septiembre de 2010, la banda oficialmente anunció su separación, y Thyme (La cantante) reinició su carrera de solista. El nombre de la banda viene de la hierba Thyme, la cual en el idioma japonés de las flores significa 'valor'.

## Miembros
- Thyme (Vocalista, letras).
- Teppei Shimizu (Organización, composición, guitarra).
- Takafumi Hoshino (Organización, ingeniería, letras).

## Historia

### Indie
En 2004, Sayaka Kamiyama (神山さやか Kamiyama Sayaka?) intentaba tener éxito con una carrera de solista, pero necesitaba un compositor para componer su música. En julio de 2004, conoció un compositor, Teppei Shimizu (清水哲平 Shimizu Teppei?). Tuvieron su primera presentación en vivo a través de un modesto concierto en un pequeño salón en Tokio, Japón en julio de 2005. El 13 de junio de 2005, Kamiyama anunció oficialmente su adquisición del nombre artístico “Thyme”, y desarrolló el sencillo «Seiten/Shiroi Hana» el 30 de octubre de ese mismo año. El 21 de diciembre, Thyme y Shimizu formaron el dúo Thyme, seguidamente en marzo de 2006 se dio a conocer el sencillo "Drive/Yasashii Uta ga Aru Bashō e". Entre abril 2005 y junio de 2006, Thyme ocupó su itinerario tocando en eventos en vivo, incluso en algunas ocasiones en la calle. Al poco tiempo de la formación del dúo, un ingeniero musical llamado Takafumi Hoshino (星野孝文 Hoshino Takafumi?) estuvo trabajando con el dúo desarrollando su música, luego se hizo aparente que sus habilidades eran esenciales para el progreso de la banda, haciéndolo el tercer y último miembro oficial de la banda en julio de 2006. El 12 de abril de 2007, la cantante Thyme anunció en su blog oficial que había cambiado su nombre artístico a «thyme».

### Geneon
Thyme fue en última instancia acogido por Geneon Universal Entertainment y desarrolló el sencillo que representó su debut, «Hello» el 5 de septiembre de 2007. La pista B-side del sencillo «Drive» es una reorganización de la canción del mismo nombre interpretada en el segundo single independiente de Thyme. La pista A-side “Hello” fue incluida en el programa japonés de música y variedades Ongaku Senshi Music Fighter en septiembre de 2007 en Nippon Television. “Hello” fue usada también como tema de cierre para el show de CBC radio, Sayurin no Music Paradise, y en su secuela Sayurin no Music Paradise +. El segundo single principal de Thyme, «Forever We Can Make It!», fue desarrollado el 23 de abril de 2008, se utilizó como tema de apertura para el anime To Love-Ru, y para el programa musical Prin ce2 (Para mayo de 2008). Thyme realizó su tercer single «Fly Away» el 6 de agosto de 2008. Este fue utilizado como tema de apertura para el anime Mahō Tsukai ni Taisetsu na Koto: Natsu no Sora, también como tema de cierre para los programas musicales Prin ce2 y Mupara-Tokku. Thyme realizó su primer y único álbum First 9uality el 3 de septiembre de 2008 siendo lanzados al mercado en los formatos CD y DVD. La banda desarrolló su cuarto sencillo “Aisuru Hito” el 3 de diciembre de 2008, este fue utilizado como tema principal de la película en imagen real Mahō Tsukai ni Taisetsu na Koto. La banda anunció su separación el 23 de septiembre de 2010 y Thyme (La cantante) reinició su carrera de solista.

## Discografía

### Álbumes
| Información | Copias vendidas |
| --- | --------------- |
| First quality - Lanzamiento: 3 de septiembre de 2008 - Formato: CD & CD+DVD - Oricon Top 200 Weekly Peak: #190 | N/D             |

### Sencillos
| Información | Copias Vendidas |
| --- | --------------- |
| "Hello" c/w "Drive" - Lanzamiento: 5 de septiembre de 2007 - Formato: CD - Oricon Top 200 Weekly Peak: N/D                      | N/D             |
| "Forever We Can Make It!" c/w "The Last Day" - Lanzamiento: 23 de abril de 2008 - Formato: CD - Oricon Top 200 Weekly Peak: #57 | 2.053           |
| "Fly Away" c/w "My Kitten" - Lanzamiento: 6 de agosto de 2008 - Formato: CD - Oricon Top 200 Weekly Peak: #100                  | N/D             |
| "Aisuru Hito" (愛する人) - Lanzamiento: 3 de diciembre de 2008 - Formato: CD - Oricon Top 200 Weekly Peak: N/D                  | N/D             |

### Sencillos independientes
| Información                                                                                                 |
| --- |
| "Seiten/Shiroi Hana" (晴天/白い花) - Lanzamiento: 30 de octubre de 2005 - Formato: CD                       |
| "Drive/Yasashii Uta ga Aru Bashō e" (Drive/優しい歌がある場所へ) - Lanzamiento: Marzo de 2006 - Formato: CD |

## Shows en vivo
- Shibuya eggman (7 de enero de 2008)
- First One Man Live in Shimokitazawa Era (12 de mayo de 2008)

## Radio
- Hello we are Thyme!!! (Todos los sábados de 7:00 PM a 7:30 PM en FM Aichi)